# Quantità (filosofia)
La quantità secondo la definizione aristotelica è quel concetto indicato dal termine πόσον [poson] (quanto) che esprime la misura della sostanza del mondo fisico. La quantità è una delle categorie fondamentali, assieme a quella di qualità, relazione ecc., che esprime la proprietà per cui ogni singolo ente può essere sottoposto ad una misura eventualmente numerica.

## Aristotele
Secondo Aristotele, superando l'antica indistinzione dell'aritmogeometria della scuola pitagorica, vi sono  le quantità discrete, come i numeri e le parti del discorso, indivisibili e le quantità continue, come le grandezze geometriche, il movimento e il tempo, che possono invece essere divise all'infinito.
Nell'Organon Aristotele estende il concetto di quantità nell'ambito della logica specificatamente per quanto riguarda i giudizi universali o particolari a seconda che nel soggetto esprimano una quantità universale (Tutti gli uomini) o particolare (Qualche uomo). A questi due tipi di giudiziaria Kant aggiungerà quello "individuale" (Questo uomo).

## Gli atomisti e la scienza moderna
Con la nascita della scienza moderna la speculazione filosofica assimilerà la quantità alle qualità "primarie", riguardanti le proprietà oggettive, e quindi misurabili delle cose, distinte dalle qualità "secondarie", soggettive in quanto dipendenti dalle sensazioni particolari, individuali e contingenti.
Questa distinzione già presente negli atomisti  sarà variamente discussa nel pensiero di Galilei, Cartesio, Locke, Hobbes ed altri.

## Kant
In particolare Kant tratterà della quantità definendola come categoria, appartenente cioè alla formulazione logica del pensiero, e nello stesso tempo come forma a priori trascendentale, costitutiva cioè, con l'attività discriminante dell'intuizione, dei fenomeni.
Dal punto di vista della logica la quantità dà luogo ai giudizi universali, particolari, singolari che sono espressioni delle categorie della totalità, pluralità, unità. La categorie della quantità e della qualità Kant le chiama categorie "matematiche" perché definiscono con precisione numerica i dati sensibili oggetto dell'intuizione pura. Le altre categorie, cioè quelle della relazione e della modalità, che egli chiama "dinamiche" riguardano il rapporto che l'intelletto raggruppante o determinante riesce a stabilire tra i fenomeni che provengono dall'intuizione.

## Hegel
Per Hegel la categoria della quantità svolge il suo ruolo come antitesi della qualità, che rappresenta la tesi, per giungere al risultato finale sintetico rappresentato dalla misura. La quantità ha una sua struttura dialettica che si articola in quantità pura, quanto e grado 
La realtà unitaria dialettica di qualità, quantità, misura è quella che caratterizza il divenire dell'essere e che permette il passaggio dall'essere all'essenza.
Se infatti consideriamo l'essere riferendolo alla quantità questo si presenterà come indifferente alle caratterizzazioni quantitative, queste, cioè appariranno nella loro «estrinseca indifferenza» nei confronti dell'essere in sé che mantiene la sua unità pur nell'aspetto di una «pluralità di molti uni».
Il tema della quantità è stato oggetto della logica proposizionale contemporanea in particolare nell'analisi di Bertrand Russell.